# European Championships 2018/Teilnehmer (Liechtenstein)
| Gelbes Symbol für Goldmedaillen mit stilisierten Olympischen Ringen | Graues Symbol für Silbermedaillen mit stilisierten Olympischen Ringen | Braundes Symbol für Bronzemedaillen mit stilisierten Olympischen Ringen |
| ------------------------------------------------------------------- | --------------------------------------------------------------------- | ----------------------------------------------------------------------- |
| —                                                                   | —                                                                     | —                                                                       |

Liechtenstein nahm an den European Championships 2018 mit insgesamt vier Athleten und Athletinnen teil.

## Teilnehmer nach Sportarten

### Schwimmen
| Athleten        | Wettbewerb      | Vorlauf      | Vorlauf | Halbfinale    | Halbfinale    | Finale        | Finale        | Rang |
| Athleten        | Wettbewerb      | Zeit         | Rang    | Zeit          | Rang          | Zeit          | Rang          | Rang |
| --------------- | --------------- | ------------ | ------- | ------------- | ------------- | ------------- | ------------- | ---- |
| Frauen          |                 |              |         |               |               |               |               |      |
| Julia Hassler   | 200 m Freistil  | 2:03,11 min  | 41      | ausgeschieden | ausgeschieden | ausgeschieden | ausgeschieden | 41   |
| Julia Hassler   | 400 m Freistil  | 4:12,03 min  | 6       | –             | –             | 4:11,42 min   | 6             | 6    |
| Julia Hassler   | 800 m Freistil  | 8:33,40 min  | 8       | –             | –             | 8:33,10 min   | 7             | 7    |
| Julia Hassler   | 1500 m Freistil | 16:19,89 min | 4       | –             | –             | 16:14,15 min  | 5             | 5    |
| Männer          |                 |              |         |               |               |               |               |      |
| Christoph Meier | 100 m Brust     | 1:03,44 min  | 47      | ausgeschieden | ausgeschieden | ausgeschieden | ausgeschieden | 47   |
| Christoph Meier | 200 m Lagen     | 2:03,86 min  | 25      | ausgeschieden | ausgeschieden | ausgeschieden | ausgeschieden | 25   |
| Christoph Meier | 400 m Lagen     | 4:21,69 min  | 20      | –             | –             | ausgeschieden | ausgeschieden | 20   |

### Synchronschwimmen
| Athleten                         | Wettbewerb            | Qualifikation | Qualifikation | Finale        | Finale        | Rang |
| Athleten                         | Wettbewerb            | Punkte        | Rang          | Punkte        | Rang          | Rang |
| -------------------------------- | --------------------- | ------------- | ------------- | ------------- | ------------- | ---- |
| Frauen                           |                       |               |               |               |               |      |
| Lara Mechnig                     | Einzel Technische Kür | –             | –             | 81,1587       | 10            | 10   |
| Lara Mechnig                     | Einzel Freie Kür      | 83,0000       | 10            | 83,8000       | 10            | 10   |
| Lara Mechnig Marluce Schierscher | Duett Technische Kür  | –             | –             | 75,5990       | 14            | 14   |
| Lara Mechnig Marluce Schierscher | Duett Freie Kür       | 78,2333       | 14            | ausgeschieden | ausgeschieden | 14   |

## Weblink
- offizielle European Championship Website